# Revonnas
Revonnas är en kommun i departementet Ain i regionen Auvergne-Rhône-Alpes i östra Frankrike. Kommunen ligger  i kantonen Ceyzériat som ligger i arrondissementet Bourg-en-Bresse. Kommunens areal är 7,75 km². År 2022 hade Revonnas 905 invånare.

## Befolkningsutveckling
Antalet invånare i kommunen Revonnas
Referens: INSEE